# Ingénierie de trafic
 (mars 2025).
Si vous disposez d'ouvrages ou d'articles de référence ou si vous connaissez des sites web de qualité traitant du thème abordé ici, merci de compléter l'article en donnant les références utiles à sa vérifiabilité et en les liant à la section « Notes et références ».
L’ingénierie de trafic (en anglais : Traffic Engineering) désigne l'ensemble des techniques appliquées dans le domaine des télécommunications afin de contrôler et de réguler la distribution du trafic dans un réseau.

## Principe
Le problème d'ingénierie de trafic est un problème d'optimisation mathématique qui consiste à déterminer comment allouer des ressources du réseau (bande passante) à un ensemble de demandes connues. Ce problème est considéré par les opérateurs à différentes échelles de temps : pour l'optimisation du réseau à long terme et son dimensionnement, pour répondre à des congestions temporaires, ou pour optimiser l'utilisation du réseau en temps réel.